# Xã Steuben, Quận Marshall, Illinois
Xã Steuben (tiếng Anh: Steuben Township) là một xã thuộc quận Marshall, tiểu bang Illinois, Hoa Kỳ. Năm 2010, dân số của xã này là 1.163 người.